# Newton, Georgia
Newton är en ort i den amerikanska delstaten Georgia med en yta av 7,8 km² och en folkmängd som uppgår till 851 invånare (2000). Newton är administrativ huvudort i Baker County. Orten grundades officiellt den 20 januari 1872 och fick sitt namn efter sergeant John Newton från South Carolina som hade deltagit i amerikanska revolutionskriget.